# Antioch Cantemir
Pour les articles homonymes, voir Cantemir.
Pour les autres membres de la famille, voir Famille Cantemir.

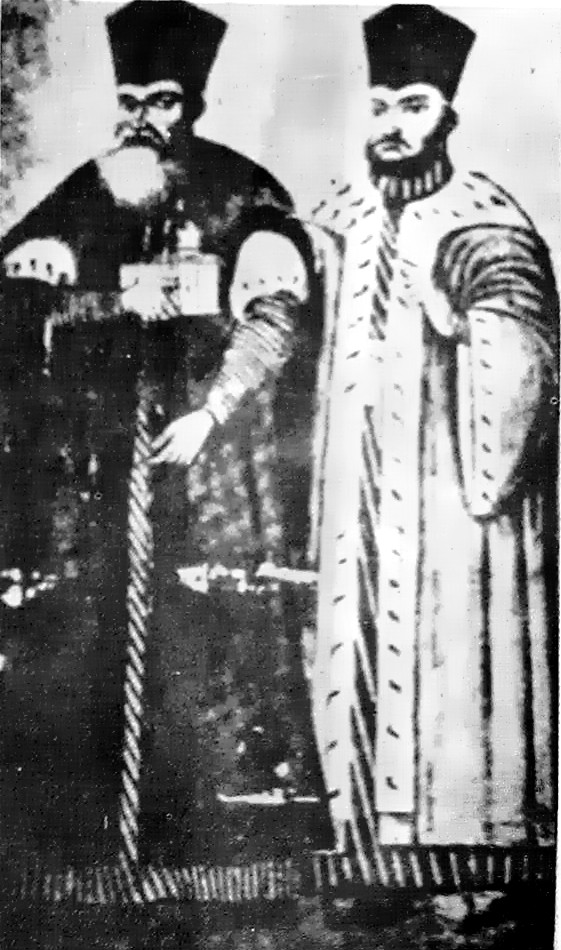
Antioch Cantemir et son père le prince Constantin

Antioch (ou Antioh) Cantemir (mort  en 1726) est prince de Moldavie de 1695 à 1700 et de 1705 à 1707. La monarchie était élective dans les principautés roumaines de Moldavie et de Valachie, comme en Transylvanie et en Pologne voisines. Le souverain (voïvode, hospodar ou domnitor selon les époques et les sources) était élu par (et souvent parmi) les boyards, puis agréé par les Ottomans : pour être nommé, régner et se maintenir, il s'appuyait sur les partis de boyards et fréquemment sur les puissances voisines, habsbourgeoise, polonaise, russe et surtout turque, car jusqu'en 1859 les deux principautés sont vassales et tributaires de la « Sublime Porte ».

## Biographie
Antioch ou Antioh (il s’agit en fait de l’antique nom grec "Antiochos") Cantemir est le fils aîné du prince Constantin Cantemir.
Il obtient une première fois le trône de Moldavie le 18 septembre 1695 au détriment de Constantin Duca gendre et protégé de Constantin Brancovan, prince de Valachie. Duca a été substitué à son frère Dimitrie Cantemir. Les intrigues de Brancovan et l'aide des Ottomans permettent de le renverser et de rétablir son prédécesseur le 12 septembre 1700.
Antioch Cantenir est porté une seconde fois au trône le 23 février 1705 au détriment de son ex beau-frère Mihai Racoviță, grâce au soutien de puissante famille des Cantacuzènes. De nouveau renversé le 31 juillet 1707 il est remplacé par Mihai Racoviță.   
Antioch Cantemir est un partisan d’une « alliance au nord » avec la Pologne, comme ce sera le cas, plus tard, de son frère Dimitrie Cantemir avec la Russie, qui commençait à cette époque à s’intéresser à la Moldavie. Il laisse le souvenir d’un prince populaire. Sur le plan culturel, il est à l’origine de la fondation en 1707 de l’Académie de Jassy sous le patronage de Chrysanthos Ier, le Patriarche Orthodoxe de Jérusalem.

## Union et Descendance
De son mariage en 1696 avec une dénommée Caterina, Antioch Cantemir a :
- Ana, épouse de Radu Brancovan, fils de Constantin Brancovan exécuté avec son père à Istanbul le 15 août 1714.
- Constantin Cantemir (1718-1776), général dans l’armée russe en 1755.

Le prince Antioch Cantemir ne doit pas être confondu avec son neveu et homonyme : Antioche Cantemir, fils de Dimitrie Cantemir.